# Rotfyllning

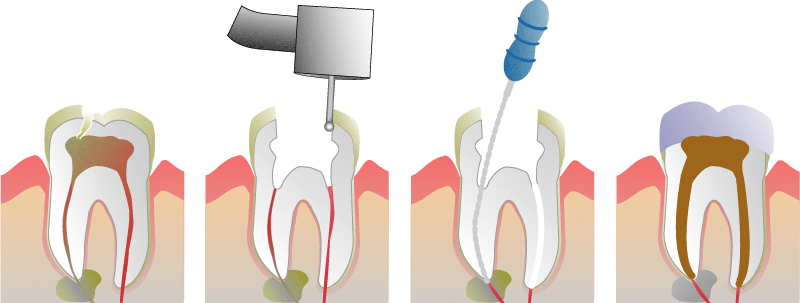
Procedur för rotfyllning av tand: infekterad tand, borrning, rensning av rotkanal, fyllning av rotkanaler samt restaurering med krona.

Rotfyllning är en odontologisk behandlingsmetod som innebär att inflammerad, död eller infekterad vävnad i en tandrotskanal tas bort och ersätts med ett rotfyllningsmaterial, vanligtvis guttaperka. Huvudsyftet är att få roten fri från såväl bakterier som skadad pulpavävnad. Om detta lyckas kan tanden behållas, i bästa fall livet ut. Chansen att lyckas få bakteriefritt har visat sig vara väsentligt mycket bättre om man använder ett rotfyllningsmaterial som innehåller en liten dos paraformaldehyd med kortvarig antiseptisk verkan.
Tandpulpan kan inflammeras via ett djupt hål, en djup lagning i tanden eller via sprickor i tanden orsakade av hög belastning. Sådana skador i tanden gör att bakterier kan nå pulpan, som då blir inflammerad. Ibland ger inflammationen smärta, som kan förvärras av kyla och i ett senare skede av värme. Om skadan i tanden är lindrig och pulpainflammationen begränsad kan den läka när tanden lagats; tanden behöver då inte rotfyllas. Om pulpainflammationen förvärras eller om pulpavävnaden dör (pulpanekros) och bakterier växer in i rotkanalssystemet med inflammation vid tandens rotspets som följd måste tanden antingen rotfyllas eller dras ut för att inte riskera att infektionen sprider sig ut i käkbenet och till omgivande vävnader.
Om rotfyllningen är otät så att den släpper igenom bakterier eller om sådana har lyckats överleva trots genomförd behandling, kvarstår eller uppträder så småningom på nytt en inflammation kring rotspetsen. En rotbehandling är tekniskt komplicerad att utföra och misslyckade behandlingar förekommer i cirka 25 procent av fallen. Behandlingen kan då behöva göras om eller förbättras genom ett kirurgiskt ingrepp. Tanden kan också avlägsnas och eventuellt ersättas med implantat.

## Olika antal rotkanaler
Tänder har olika antal rotkanaler. Räknat från mitten av munnen och bakåt/inåt, numreras tänderna 1–8, föregått av en kontrollsiffra som anger höger och vänster (räknat från patientens perspektiv) samt överkäke respektive underkäke. Antalet rotkanaler skiljer sig en del mellan individer och mellan käkarna. Oftast har tänderna nr 1–2 en rotkanal vardera, tänderna 3–5 har vanligen 1–2 rotkanaler, medan tänderna 6–8 har tre eller fler. Om en tand behöver rotfyllas, måste tandens samtliga rotkanaler fyllas. Så kallade 8:or eller visdomständer rotfylls endast i speciella fall, till exempel om "7:an" bredvid redan är utdragen.

## Behandling
När tandpulpan är inflammerad, vanligen på grund av mycket djup karies, behandlar man tanden genom att avlägsna hela tandpulpan och fylla ut rotkanalerna med en rotfyllning. Bakterier finns i dessa fall sällan i rotkanalen. Om inflammationen i pulpan har givit upphov till vävnadsdöd (pulpanekros) tränger bakterier in och sprider sig i rotkanalssystemet med en inflammation utanför tandens rotspets som resultat. I dessa fall bekämpar man rotkanalsinfektionen huvudsakligen genom att avlägsna död och infekterad pulpavävnad men också med hjälp av rotkanalsantiseptika och med inlägg av antimikrobiella medel i rotkanalen, innan den rotfylls. Inflammationen vid tandens rotspets läker, när bakterierna avlägsnats ur rotkanalen och denna blivit tätt utfylld med en rotfyllning. Studier från specialist- och undervisningskliniker har visat att 83–89 procent av de behandlade tänderna läker inom 2 till 5 år. En studie på ungdomar som fått rotbehandling på folktandvården visade att mer än hälften var misslyckade efter i snitt 3,5 år.
Vid rotbehandling fäster man en gummiduk (kofferdam) runt tanden när rotkanalerna gjorts åtkomliga. Tanden och området omkring desinfekteras och sterila instrument används för att förhindra att (nya) bakterier förs in i rotkanalen vid behandlingen. Rotkanalerna rengörs därefter noggrant ända ned till rotspetsen och vidgas med hjälp av tunna flexibla rotkanalsinstrument. Under arbetet med att rensa rotkanalerna spolar man med antiseptisk lösning, vanligen en svag lösning (0,5–1 procent) av natriumhypoklorit. I de fall bakterier finns i rotkanalen lägger man ofta ett antimikrobiellt medel, vanligen kalciumhydroxidpasta, i rotkanalen innan den rotfylls. Enligt SBU:s undersökning av rotfyllningsmetoder 2010, som gjordes på regeringsuppdrag, saknar dock kalciumhydroxid evidens, det vill säga att det är effektivt. Om rotkanalerna är infekterade eller om tanden har flera rötter tar det ofta två eller flera behandlingsgånger innan rotbehandlingen anses färdig. Det är viktigt att både rotfyllningen och den lagning som därefter utförts i tandens krona (den synliga delen av tanden) blir så täta att bakterier inte kan tränga in i tanden på nytt. Rotfyllningsmaterialet är i allmänhet smala spetsar av guttaperka som klistras fast mot rotkanalsväggen med hjälp av en sealer, vanligen baserad på zinkoxid-eugenol eller epoxiharts. Den amerikanska endodontisten George Meinig anser, att det är omöjligt att garantera sterilitet. Enligt en avhandling av Ingrid Brynolf finns det bakterier kvar i 93 procent av rotfyllda tänder.
En alternativ behandlingsmetod, kallad N2, utvecklades av italienaren Angelo Sargenti i mitten av 1900-talet. I denna metod desinfekteras rotkanaler och rotspets med hjälp av paraformaldehyd. I november 1972 klassas N2 som läkemedel av dåvarande Läkemedelsnämnden, men det har inte genomgått prövning som läkemedel. Enligt Läkemedelsförordningen var det klassat som odontologiskt-tekniskt preparat och behövde därför inte genomgå sådan prövning. Användningen av N2 förklarades då strida mot lege artis  i december. En förening, Svenska Endodontiska Sällskapet (SES), bildades 1975 med syfte att sprida metoden. Tidningen Odontologia Nova gavs ut i samma syfte. Enligt webbplatsen "Rotfyllning.nu" har Socialstyrelsen uttalat att N2-metoden nu får användas. Detta meddelade Socialstyrelsen i samband med att en anklagelse riktad mot en tandläkare för N2-användning drogs tillbaka. Enligt motståndarna till N2 saknar metoden evidens och kan därför inte bli föremål för en vetenskaplig studie. Förespråkare menar dock att N2 har stark evidens i flera retrospektiva studier och framhäver även en prospektiv studie av Pasquale Venuti 2014 där en hög lyckandefrekvens redovisades.